# آندره ویشینسکی
آندره یانوآریویچ ویشینسکی (به روسی: Андре́й Януа́рьевич Выши́нский) ‏ (زاده ۱۰ دسامبر ۱۸۸۳ – درگذشته ۲۲ نوامبر ۱۹۵۴)، حقوق‌دان و سیاستمدار روسی بود که بیشتر به خاطر نقش خود در دادگاه‌های نمایشی در دوران استالین مشهور است. او از سال ۱۹۴۹ تا ۱۹۵۳ وزیر امور خارجه اتحاد جماهیر شوروی بود.
ویشینسکی در یک خانوادهٔ کاتولیک در آدسا به دنیا آمد. در سال ۱۹۰۳، به باکو نقل مکان کرد و در آنجا به وکالت مشغول شد و در همان سال به حزب  سوسیال دمکرات کارگران روسیه (منشویک‌ها) پیوست و خیلی زود با استالین آشنا شد. چند منبع اطلاعاتی گزارش داده‌اند که او احتمالاً به عنوان جاسوس "اخراناً (وزارت دفاع از نظم و امنیت اجتماعی، در امپراطوری روسیه) در این سازمان نفوذ کرده بود. او در سال ۱۹۱۷ طبق تصمیم دولت موقت روسیه، دستور دستگیری لنین را امضا کرد. سرانجام، وی در سال ۱۹۲۰ به بلشویکها پیوست و با سرعتی حیرت انگیز پله‌های ترقی را در آنجا بالا رفت. علت آن دو چیز بود: ۱: وفاداری بی چون و چرا به استالین که از همان اوایل آشنایی آغاز شده بود، استالینی که همه گذشته او را می‌دانست، و ۲: اعتماد کامل به استالین و عدم تردید در کارها و تصمیمات وی.
در سال ۱۹۳۵ او دادستان کل اتحاد جماهیر شوروی شد و به مغز متفکر «تصفیه کبیر» ژوزف استالین تبدیل گشت. این گفته او مشهوراست: «اعتراف متهم، شاه شواهد است.»

او در محاکمات مسکو در طول تصفیه کبیر، دادستان بود. او به متهمان با ناسزاگویی، فحاشی و متلک گویی خطاب می‌کرد. برای مثال می‌گفت: 
«این سگ‌های هار را تیرباران کنید. مرگ بر این اراذلی که دندان‌های تیز و پنجه‌های عقاب خود را از خلق پنهان کرده‌اند، مرگ بر آن تروتسکی لاشخور، که از دهانش زهری خون آلود می‌ریزد و ایده‌آلهای متعالی مارکسیسم را به تباهی می‌کشد!... مرگ بر این حیوانات پست و رذل که ترکیبی از خوک و روباه هستند و چون لاشه‌ای متعفن، هوا را مسموم کرده‌اند. بیایید یک بار و برای همیشه به کار آنها پایان دهیم. بیایید این مزدوران و سگ‌های وحشی امپریالیسم را منقرض کنیم زیرا می‌خواهند گل زیبای کشور تازه تاسیس ما، اتحاد جماهیر شوروی را، از هم بدرند. بیایید این نفرت حیوانی را که آنها از رهبران ما دارند به گلوی خودشان فرو کنیم!»